# Sierpc Wąskotorowy
Sierpc Wąskotorowy – nieczynna wąskotorowa stacja kolejowa w Sierpcu, w województwie mazowieckim, w Polsce.